# أيتن عامر
أيتن عامر (22 نوفمبر 1986 -)، ممثلة مصرية.

## حياتها
اسمها الحقيقي «سمر»، وهي من مواليد الإسكندرية، وشقيقتها الممثلة وفاء عامر، وكانت بدايتها في التمثيل عام 2004 في مسلسل ملح الأرض، وتخرجت من المعهد العالي للفنون المسرحية.

## أعمالها

### من المسلسلات
- الكبير أوي 7 ضيف شرف: 2023
- سكن البنات :2020
- حضرة المتهم أبي.
- من أطلق الرصاص على هند علام.
- أحزان مريم.
- الدالي.
- أفراح إبليس.
- لحظة ميلاد.
- كيد النسا - جزئين.
- ابن موت.
- فرح العمدة.
- الزوجة الرابعة.
- كاريوكا.
- الزوجة الثانية.
- الوالدة باشا.
- السبع وصايا.
- بين السرايات.
- الكابوس.
- البيوت أسرار.[6]
- الطوفان.
- خفة يد.[7]
- أيوب
- شقة فيصل
- فرصة تانية
- إزي الصحة
- كوفيد 25
- مكتوب عليا
- أولاد عابد
- زوجة واحدة لا تكفي
- تل الراهب

### من الأفلام
- رامي الإعتصامي.
- شارع الهرم.
- بنات العم.
- حصل خير.
- ساعة ونص.
- 30 فبراير.
- على جثتي.
- الليلة الكبيرة 2015
- هرج ومرج.
- سالم أبو أخته.
- زنقة ستات.
- بتوقيت القاهرة.
- يا تهدي يا تعدي.
- خلاويص 2018
- بيكيا 2018
- علي باب 2018[8]
- ضغط عالي 2019
- لف وارجع تاني 2023
- مندوب مبيعات 2023

## وصلات خارجية
- أيتن عامر على موقع IMDb (الإنجليزية)
- أيتن عامر على موقع الدهليز
- أيتن عامر على موقع قاعدة بيانات الأفلام العربية
- أيتن عامر على موقع ديسكوغز (الإنجليزية)
- أيتن عامر على موقع قاعدة بيانات الفيلم (الإنجليزية)